# Язьвіни (гміна Борове)
Язьвіни (пол. Jaźwiny) — село в Польщі, у гміні Борове Ґарволінського повіту Мазовецького воєводства.
Населення — 300 осіб (2011).
У 1975-1998 роках село належало до Седлецького воєводства.

## Демографія
Демографічна структура станом на 31 березня 2011 року:
|          | Загалом | Допрацездатний вік | Працездатний вік | Постпрацездатний вік |
| -------- | ------- | ------------------ | ---------------- | -------------------- |
| Чоловіки | 146     | 24                 | 99               | 23                   |
| Жінки    | 154     | 36                 | 81               | 37                   |
| Разом    | 300     | 60                 | 180              | 60                   |